# Grand Prix Formule 1 van Duitsland 1969
De Grand Prix Formule 1 van Duitsland 1969 werd gehouden op 3 augustus op de Nordschleife van de Nürburgring in Nürburg. Het was de zevende race van het seizoen. Naast de Formule 1-wagens, reden ook een aantal Formule 2-wagens mee in de race. Zij konden geen punten krijgen voor het wereldkampioenschap.

## Uitslag
| Pos. | Nr. | Coureur              | Constructeur | Rondes | Tijd / Oorzaak uitval                              | Grid | Punten |
| ---- | --- | -------------------- | ------------ | ------ | -------------------------------------------------- | ---- | ------ |
| 1    | 6   | Jacky Ickx           | Brabham-Ford | 14     | 1:49:55.4                                          | 1    | 9      |
| 2    | 7   | Jackie Stewart       | Matra-Ford   | 14     | + 57.7                                             | 2    | 6      |
| 3    | 10  | Bruce McLaren        | McLaren-Ford | 14     | + 3:21.6                                           | 8    | 4      |
| 4    | 2   | Graham Hill          | Lotus-Ford   | 14     | + 3:58.8                                           | 9    | 3      |
| 5    | 26  | Henri Pescarolo      | Matra-Ford   | 14     | +7:11.0                                            | 13   |        |
| 6    | 29  | Richard Attwood      | Brabham-Ford | 13     | +1 Ronde                                           | 20   |        |
| 7    | 20  | Kurt Ahrens Jr.      | Brabham-Ford | 13     | +1 Ronde                                           | 19   |        |
| 8    | 22  | Rolf Stommelen       | Lotus-Ford   | 13     | +1 Ronde                                           | 22   |        |
| 9    | 31  | Peter Westbury       | Brabham-Ford | 13     | +1 Ronde                                           | 18   |        |
| 10   | 30  | Xavier Perrot        | Brabham-Ford | 13     | +1 Ronde                                           | 24   |        |
| 11   | 11  | Jo Siffert           | Lotus-Ford   | 12     | Ophanging                                          | 4    | 2      |
| 12   | 8   | Jean-Pierre Beltoise | Matra-Ford   | 12     | Ophanging                                          | 10   | 1      |
| DNF  | 9   | Denny Hulme          | McLaren-Ford | 11     | Transmissie                                        | 5    |        |
| DNF  | 15  | Jackie Oliver        | BRM-Ford     | 11     | Olielek                                            | 16   |        |
| DNF  | 2   | Jochen Rindt         | Lotus-Ford   | 10     | Ontsteking                                         | 3    |        |
| DNF  | 28  | François Cevert      | Tecno-Ford   | 9      | Wiel                                               | 14   |        |
| DNF  | 27  | Johnny Servoz-Gavin  | Matra-Ford   | 6      | Motor                                              | 12   |        |
| DNF  | 16  | Jo Bonnier           | Lotus-Ford   | 4      | Benzinelek                                         | 23   |        |
| DNF  | 17  | Piers Courage        | Brabham-Ford | 1      | Ongeluk                                            | 7    |        |
| DNF  | 12  | Vic Elford           | McLaren-Ford | 0      | Ongeluk                                            | 6    |        |
| DNF  | 3   | Mario Andretti       | Lotus-Ford   | 0      | Ongeluk                                            | 15   |        |
| DNS  | 14  | John Surtees         | BRM          | -      | Niet gestart                                       | 11   |        |
| DNS  | 24  | Gerhard Mitter       | BMW          | -      | Dodelijk ongeluk tijdens de training op 1 augustus | 25   |        |
| DNS  | 23  | Hubert Hahne         | BMW          | -      | Terug getrokken                                    | 17   |        |
| DNS  | 25  | Dieter Quester       | BMW          | -      | Terug getrokken                                    | 21   |        |
| DNS  | 21  | Hans Herrmann        | Lotus-Ford   | -      | Terug getrokken                                    | -    |        |

## Statistieken
| Pole-position | Jacky Ickx | Brabham-Ford | 7:42.1 |
| Snelste ronde | Jacky Ickx | Brabham-Ford | 7:43.8 |

## Noot
- Dit was het debuut van de Franse coureur (en toekomstig Grand Prix-winnaar) François Cevert; de Zwitserse coureur Xavier Perrot; de Duitse coureur Rolf Stommelen; de Oostenrijkse coureur Dieter Quester en de Britse coureur Peter Westbury.
- Dit was de 110de Grand Prix-start voor Graham Hill en hiermee vestigde hij een nieuw record als de meest ervaren coureur tot op dat moment. Hij verbrak het record van Jack Brabham (109), gevestigd tijdens de Grote Prijs van Nederland van 1969.
- Dit was de honderdste Grand Prix-start voor Jo Bonnier en voor een Zweedse coureur. Hiermee was hij de derde coureur na Jack Brabham en Graham Hill die minstens 100 Formule 1 Grand Prix-races had gereden.
- Eerste snelste ronde voor Jacky Ickx en voor een Belgische coureur.